# Риолан, Жан (младший)

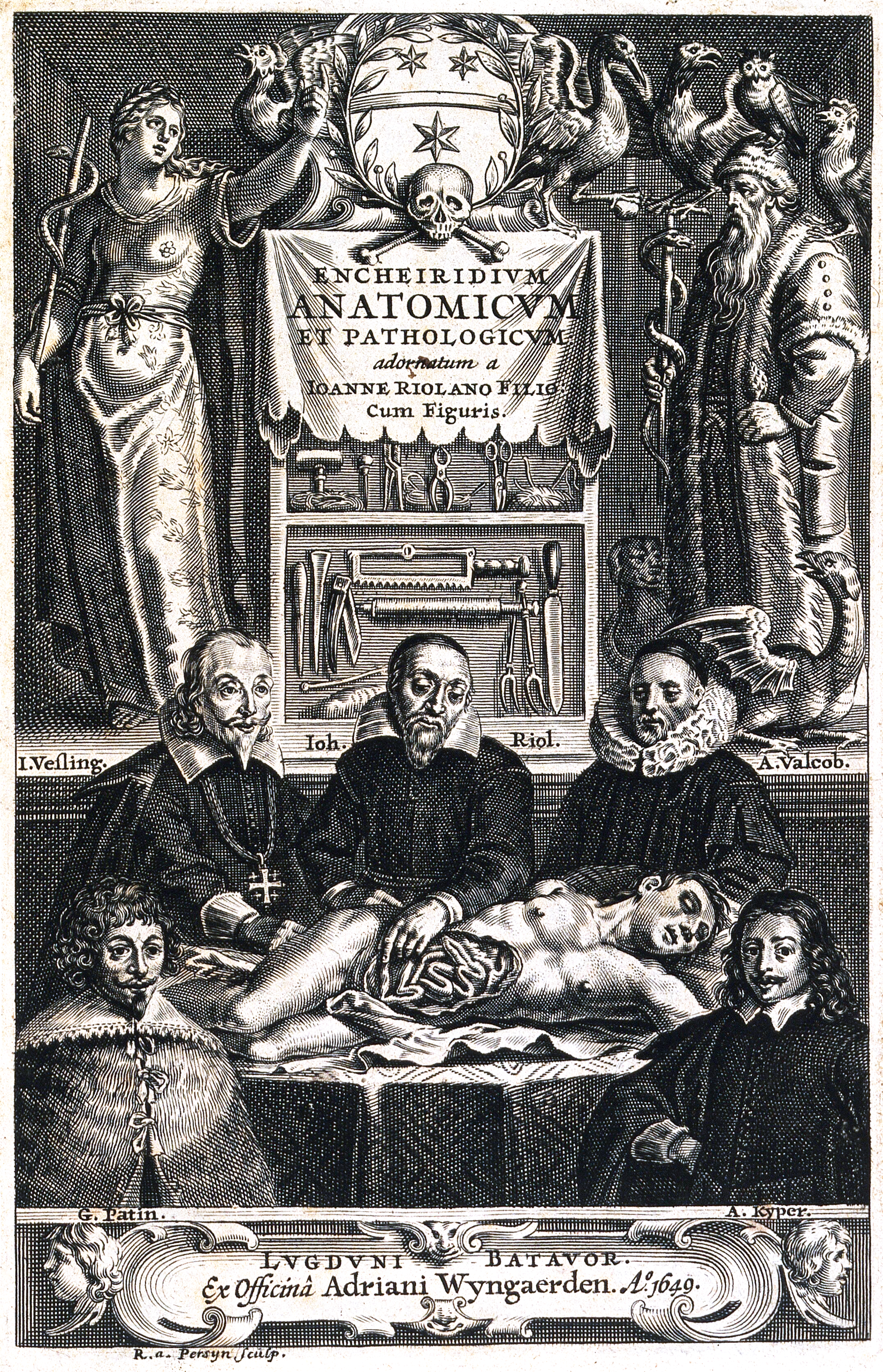
Жан Риолан-младший

Жан Риолан-младший родился 15 февраля 1577 года (по другим данным, 15 февраля 1580 года), умер 19 февраля 1657 года. Он был знаменитым французским врачом и анатомом, и влиятельным сотрудником медицинского факультета Парижского Университета. Его отец, Жан Риолан-старший (1539-1605), также был известным французским врачом и анатомом. Отец и сын Риоланы также были личными врачами Марии Медичи на протяжении всей её жизни (1553—1642).
Жан Риолан-младший был известен своими традиционалистскими, консервативными и даже догматическими взглядами по отношению к медицине, категорическим неприятием экспериментальных методов, и был в своё время одним из главных пропагандистов классических учений Гиппократа и Галена, настаивая на том, что они не устарели со временем. В частности, он придерживался «гиппократических» и «галенических» воззрений на природу кровообращения в организме, и спорил с теорией Уильяма Харви (1578—1657) об этом. Риолан-младший считал, что кровь проходит по кровеносным сосудам к конечностям и возвращается к сердцу всего лишь 2 или 3 раза в день, а не с каждым сердечным сокращением, как полагал Уильям Харви. Он также постулировал, что кровь течёт (приливает и отливает) по артериям и венам в обоих направлениях, и что из артерий и вен она поступает в разные части тела, где используется для их питания. Риолан-младший также не верил, что именно сердце является насосом для крови, мотором для её движения по кровеносным сосудам. Напротив, он полагал, что именно волны приливов и отливов крови заставляют камеры сердца сокращаться и расширяться, уподобляя сердце валу водяной мельницы, вращаемому мощным течением реки.
У Риолана-младшего имелись и другие разногласия с Харви, в частности, вокруг предполагавшейся Харви роли печени как кроветворного органа (органа, производящего кровь) и селезёнки как резервуара или аккумулятора, запасающего излишек крови. Риолан также решительно возражал против практики вивисекции, настаивая на том, что жестокая и мучительная смерть, испытываемая экспериментальными животными, приводит к неестественным физиологическим последствиям, которые, по его мысли, не позволяют на основании результатов вивисекции делать корректные выводы относительно функциональности и анатомического строения живых и здоровых животных того же вида.
Риолан-младший также гневно атаковал Томаса Бартолина-старшего по вопросу открытия им лимфатической системы, считая это открытие артефактом и категорически настаивая на том, что, согласно учениям Гиппократа и Галена, кроме системы кровообращения, в организме нет и не может быть других систем питания и дренажа периферических тканей.
Наиболее известные опубликованные труды Риолана-младшего — это Anthropographie (1618 год), посвящённая анатомии человека, и Opuscula anatomica (1649 год), в которой он подробно и тщательно критикует взгляды Уильяма Харви на природу кровообращения, кровеносную систему и механизм работы сердца.
Эпоним «анастомоз Риолана» назван в его честь. Анастомоз Риолана — это соединение мезентериальных артерий, а именно верхней и нижних. Пограничные мышечные волокна пальпебральной части мышцы глазного яблока также ранее называли «мышцей Риолана», или «линией Грея». Кремастерная мышца тоже иногда, в честь Риолана, ранее называлась «мышцей Риолана».